# Ubeda (Lugo)
Ubeda (llamada oficialmente San Xoán de Úbeda) es una parroquia española del municipio de Pastoriza, en la provincia de Lugo, Galicia.

## Organización territorial
La parroquia está formada por siete entidades de población:

### Entidades de población
Entidades de población que forman parte de la parroquia:
- Barreiro (O Barreiro)
- Carballal (O Carballal)
- Plazas (As Prazas)
- Ponte (A Ponte de Úbeda)
- Rua (A Rúa)
- Toucido

### Despoblado
Despoblado que forma parte de la parroquia:
- Casal de Madre

## Demografía
| Gráfica de evolución demográfica de Ubeda entre 2000 y 2022 |
|                                                             |
| Datos según el nomenclátor publicado por el INE.            |